# Verena Volkmer
Verena Volkmer (* 10. März 1996 in Dannenberg (Elbe)) ist eine ehemalige deutsche Fußballspielerin. 

## Karriere

### Vereine
Volkmer begann im Alter von vier Jahren im niedersächsischen Lüchow im Landkreis Lüchow-Dannenberg für den dort ansässigen SC Lüchow mit dem Fußballspielen. Über den in Woltersdorf ansässigen Mehrspartensportverein TuS Woltersdorf gelangte sie im Jahr 2011 zum Magdeburger FFC, für deren B-Juniorinnen sie zuletzt in der Saison 2012/13 in sieben Punktspielen der Staffel Nord/Nordost der B-Juniorinnen-Bundesliga zum Einsatz kam und zwei Tore erzielte. Während dieser Zeit wurde sie auch in der zweiten Mannschaft in acht Punktspielen in der Gruppe Nord der seinerzeit zweigleisigen 2. Bundesliga eingesetzt; in der Folgesaison 13 Mal.
Nach Bremen gelangt, spielte sie in einem Zeitraum von acht Jahren für die erste, und in einem Zeitraum von vier Jahren für die zweite Mannschaft von Werder Bremen. Ihr Pflichtspieldebüt für die erste Mannschaft erfolgte zum Saisonstart am 31. August 2014 beim 4:2-Sieg im Heimspiel gegen den 1. FC Lübars mit Einwechslung in der 80. Minute für Maren Wallenhorst. In ihrer Premierensaison bestritt sie neun und für die Zweitvertretung in der drittklassigen Regionalliga Nord drei Punktspiele. In den folgenden beiden Drittligasaisonen war sie mit 14 bzw. 13 Toren in 18 bzw. acht Punktspielen erfolgreich. In der Zweitligasaison 2016/17 trug sie mit sechs Toren in zwölf Punktspielen zur norddeutschen Meisterschaft, verbunden mit dem Aufstieg in die Bundesliga, bei. In dieser Spielklasse wurde sie in 21 Punktspielen in Folge eingesetzt, wobei sie ihr Bundesligadebüt (über 90 Minuten) zum Saisonstart am 3. September 2017 bei der 0:3-Niederlage im Heimspiel gegen den SC Sand gab; ihr erstes von drei Saisontoren gelang ihr am 19. November 2017 (9. Spieltag) bei der 1:4-Niederlage im Auswärtsspiel gegen den FC Bayern München mit dem Treffer zur 1:0-Führung ihrer Mannschaft in der 23. Minute. Konnte ihre Mannschaft die Spielklasse mit Platz 10 – drei Punkte vor Mitaufsteiger und ersten Absteiger 1. FC Köln – soeben noch halten, so stieg er in der Folgesaison auf Platz 11 – zwei Punkte hinter Spielklassenneuling Bayer 04 Leverkusen – ab. Die Rückkehr in die höchste Spielklasse gelang nach nur einer Zweitligasaison und konnte auf/mit Platz 9 gehalten werden.
Volkmer hingegen nahm einen Vereinswechsel vor und begab sich zum Aufsteiger und Ligakonkurrenten FC Carl Zeiss Jena, für den sie zwei Tore in 15 Bundesligaspielen erzielte, die Mannschaft mit nur einem Sieg gegenüber 19 Niederlagen (und zwei Remis) mit nur fünf Punkten, die Spielklassenreife nicht nachzuweisen vermochte, in die eingleisige 2. Bundesliga zurückkehren musste.
Die Absicht, etwas Neues kennenzulernen, führte sie nach geraumer Zeit des Umsehens nach Wien und zum FK Austria Wien. Zur Saison 2022/23 wurde sie vom Bundesligisten unter Vertrag genommen, der im Juni 2023 und im Juni 2024 jeweils um ein weiteres Jahr ausgedehnt wurde. Dass es mit dem Verein passt, zeigte sich von Beginn an; bei ihrem Debüt zum Saisonstart am 27. August 2022 gelang ihr mit ihrem ersten Tor der 1:0-Siegtreffer im Auswärtsspiel gegen den USV Neulengbach. Die folgenden neun Saisontore in ihren weiteren 16 Punktspielen konnte sie in der Folgesaison steigern; sie erzielte 14 Tore in 17 Punktspielen, darunter drei Doppeltorerfolge und ihr erster Dreifachtorerfolg. Dieser gelang ihr am 30. September 2023 (4. Spieltag) beim 6:1-Sieg im Heimspiel gegen die SPG Kleinmünchen/Blau-Weiß Linz. Das Tor zum 1:0 in der 23. Minute beim 3:3-Unentschieden im Heimspiel und letztem Saisonspiel gegen die SPG Altach / Vorderland am 26. Mai 2024 reichte ihr zur Torschützenkönigin; Laura Krumböcks Doppeltorerfolg am letzten Spieltag in der Begegnung SK Sturm Graz vs. FC Bergheim (4:0) reichten mit einem Tor weniger zu 13 Toren.
Am Ende der Saison 2024/25 wurde sie als Spielerin der Saison ausgezeichnet und beendete im Anschluss ihre Spielerkarriere.

### Nationalmannschaft
Volkmer bestritt für die Nachwuchsnationalmannschaften des DFB der Altersklassen U15 und U16 jeweils ein Länderspiel. Ihr Debüt als Nationalspielerin gab sie am 22. Juni 2011 beim 5:1-Sieg im Freundschaftsspiel gegen die U15-Nationalmannschaft Polens als Einwechselspielerin für Kristina Hild in der 47. Minute. Ihr zweites Länderspiel fand am 2. August 2011 bei der 2:3-Niederlage gegen die U16-Nationalmannschaft Österreichs statt.

## Erfolge
in Österreich
- Torschützenkönigin 2024

in Deutschland
- Dreimaliger Aufstieg in die Bundesliga
  - als Meister 2. Bundesliga Nord 2017 und 2020
  - als Zweiter 2. Bundesliga Nord 2015